# Lophoptera malayica
Lophoptera malayica là một loài bướm đêm trong họ Noctuidae.